# Dick Tracy (videogioco 1991 Mega Drive)
Dick Tracy è un videogioco sparatutto e saltuariamente picchiaduro tratto dal film Dick Tracy (1990), pubblicato nel 1991 per le console Mega Drive e Master System dalla Sega.
È uno dei vari videogiochi tratti dal film e non ha legami con gli altri.

## Modalità di gioco
Si controlla Dick Tracy muovendolo a destra e sinistra e si combattono bande di malviventi in scenari a scorrimento orizzontale, con varie ambientazioni di città, lungo le strade o dentro edifici. Ci sono in tutto 6 livelli, ognuno suddiviso in 3 fasi.
La maggior parte delle fasi sono sparatutto a piedi, con munizioni illimitate. Dick si trova in primo piano e può sparare a destra e sinistra con la pistola ai criminali che arrivano anch'essi in primo piano.
In secondo piano, sullo sfondo, arrivano altri nemici e in questo caso Dick li può combattere con il mitra, stando fermo di spalle e sparando verso lo sfondo. Il mitra spara in continuazione e il punto in cui mira si muove in continuazione; il giocatore può spostare il tiro su tutto lo sfondo, ma senza un mirino, basandosi su dove si vedono gli impatti dei proiettili. Il mitra può anche distruggere elementi dello sfondo, come le vetrate, ma si ricevono punti bonus se si evita di fare danni.
Nonostante i due piani di profondità, lo scorrimento è privo di effetto parallasse.
Dick può anche abbassarsi per schivare proiettili e saltare per superare ostacoli, come casse e bidoni, che ogni tanto formano piattaforme in primo piano.
L'obiettivo di ogni fase è arrivare in fondo al percorso verso destra. Si hanno una barra dell'energia, vite e un limite di tempo.
In alcune fasi Dick è disarmato e combatte con i pugni, mentre i nemici possono ugualmente essere armati. Qui non ci sono i due piani di profondità, ma Dick può salire su piattaforme anche molto in alto arrampicandosi su scale.
In altre fasi Dick è su un'auto della polizia in corsa, guidata da un agente, mentre lui sta aggrappato fuori dalla fiancata a sparare. Lo scorrimento è continuo e l'auto si può spostare a destra e sinistra rispetto allo schermo. I nemici arrivano su altre auto in corsa e si sporgono fuori per sparare. Come nelle fasi a piedi, c'è sempre il primo piano dove si spara in orizzontale con la pistola e lo sfondo dove si spara a tutto campo con il mitra.
La terza fase di ogni livello è sempre del tipo sparatutto a piedi, ma comprende anche un boss che fa parte dei nemici sullo sfondo e va colpito molte volte. I sei boss corrispondono a specifici personaggi del film. Sul Mega Drive il boss compare spesso lungo tutto il percorso, mentre sul Master System si incontra alla fine.
Tra un livello e l'altro c'è una fase bonus al poligono di tiro. In una scena fissa compaiono rapidamente sagome di gangster o di innocenti e il giocatore deve sparare solo a quelle dei nemici selezionandole con i pulsanti.

## Accoglienza
Dick Tracy per Mega Drive fu accolto mediamente bene dalla critica di settore.
La versione per il meno potente Master System ebbe meno successo, con media dei voti un po' sotto la sufficienza. Secondo Computer+Videogiochi 4 la causa è soprattutto nei comandi che non rispondono sempre bene.